# هراند آیوازیان
هراند آیوازیان (ارمنی: Հրանտ Այվազյան؛ ۱۴ سپتامبر ۱۹۶۹–۶ فوریهٔ ۲۰۲۴) سیاست‌مدار اهل ارمنستان بود. او از تاریخ ۱۴ ژانویه ۲۰۱۹ تا زمان مرگش، نماینده دوره هفتم مجلس ملی جمهوری ارمنستان از حوزه انتخابیه استان لوری بود.
وی فارغ‌التحصیل دانشگاه پلی‌تکنیک ارمنستان می‌باشد. میناسیان عضو حزب ارمنستان روشن بود.